# Rathaus Aarau

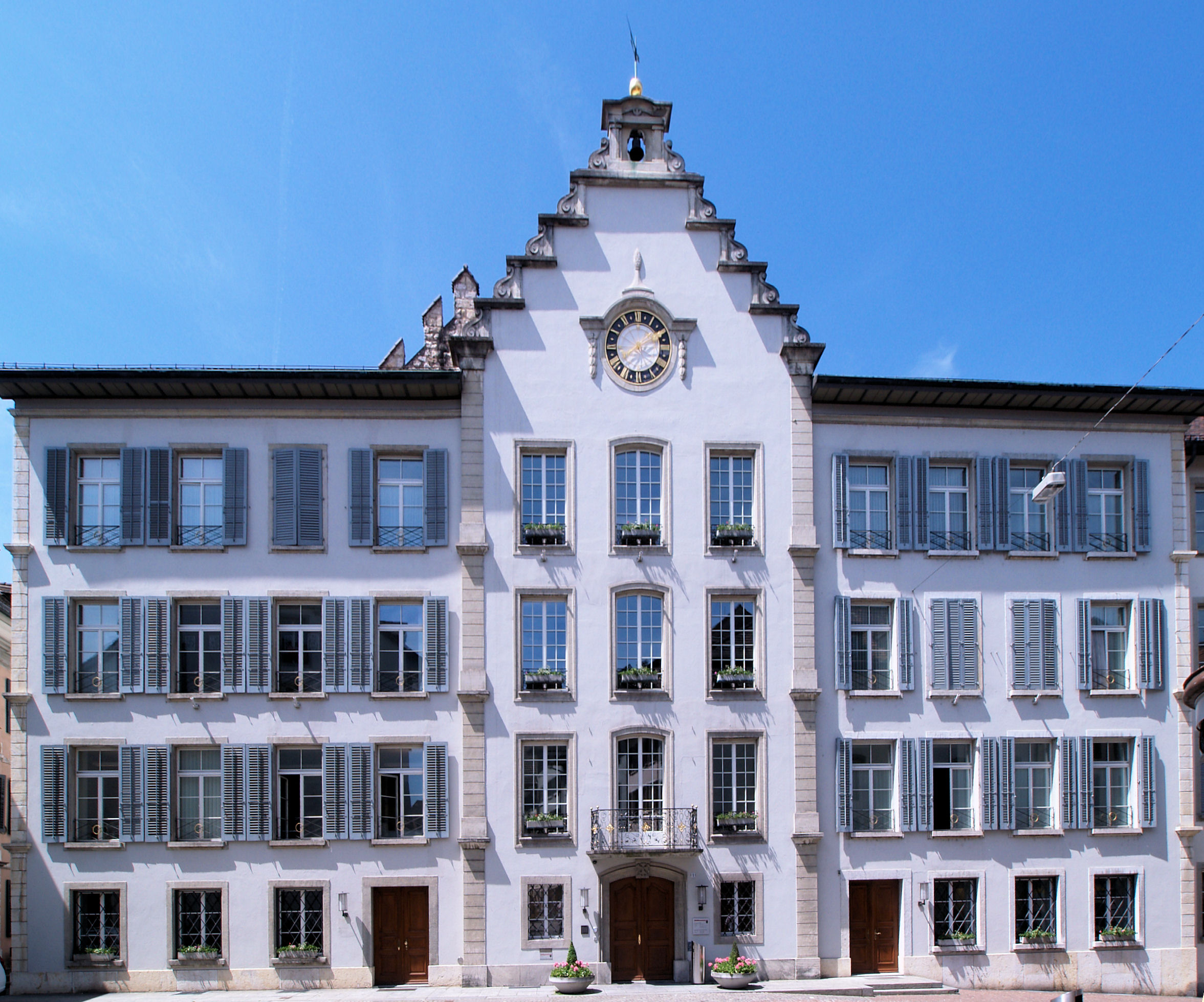
Die Hauptfassade des alten Rathauses

Das Rathaus von Aarau in der Schweiz entstand aus einer mittelalterlichen Burg, dem Turm Rore. Nachdem die Stadt im Jahr 1515 die Burg gekauft hatte, baute sie den Roreturm durch das Anfügen von Gebäudeteilen zum Rathaus um. Zwischen 1952 und 1954 entstand westlich des alten Rathauses ein Erweiterungsbau.

## Geschichte des Roreturms

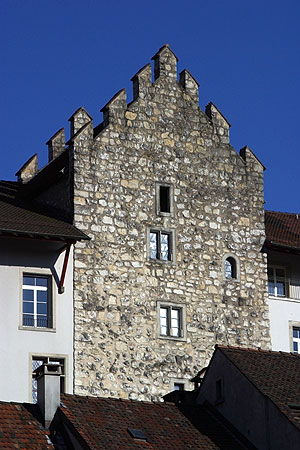
Die der Stadt abgewandte Seite des Roreturms

Die Entstehung des Roreturms ist unklar. Er wird aber bei der Stadtgründung errichtet worden sein, oder muss zu deren Zeitpunkt schon bestanden haben, da dieser ein Fixpunkt der Stadtentwicklung ist. Urkundlich wird die Burg in der Stadt erstmals 1337 erwähnt, in welchem das österreichische Lehen dem Heinrich von Rôr bestätigt wird. Von dem Besitzer von Rôr leitet sich auch der Name Roreturm ab. Zu beachten ist, dass das Schlössli, oder auch Burg vor der Stadt, älter als die Stadt ist.
Der Roreturm war nach der Gründung der Stadt kein Teil dieser, denn der Turm und seine Bewohner waren von den Stadtsteuern befreit. Dies gab mehrmals Anlass zu Klagen. Der Turm galt ausserdem als Freihof, aus dem normale Verbrecher (Verstösse gegen die niedere Gerichtsbarkeit) nicht herausgezogen werden durften; gemeine Verbrecher (Verstoss gegen die höhere Gerichtsbarkeit) konnten sich nicht auf diese Weise ihrer Strafe entziehen. 1515 erwarb die Stadt den Turm. Auf Anfrage der Stadt, die nun zum Berner Aargau gehörte, hob Bern 1517 das Freihofrecht auf. Die Burg wurde anschliessend zum Rathaus umgebaut.

## Geschichte des alten Rathauses
Der Umbau des Roreturms zum Rathaus war um 1519/20 abgeschlossen. Dafür brach man die Ringmauer der Burg ab und füllte den Graben zur Stadt auf. Auch brach man den Palas ab und erbaute an seiner Stelle den einen Anbau an den Turm, der die Rathausstuben und das Treppenhaus umfasste. Diese Bauetappe ist noch heute am strassenseitigen Giebel erkennbar. 
Zwischen 1803 und 1819 war das Rathaus zweckentfremdet, beherbergte es doch in dieser Zeit die Regierung des Kantons Aargaus. Während dieser Zeit residierten die Stadtbehörden im Haus an der Pelzgasse 19 (heutige Zunftstube). Das heutige alte Rathaus erhielt sein Erscheinungsbild grösstenteils beim Umbau 1856/57. Dabei wurden die beiden traufständigen vierstöckigen Anbauten mit vier Fensterachsen errichtet.
Nach dem Anbau des Neubaues wurde das alte Rathaus einer gründlichen Renovation unterzogen, wobei es auch zu einer Umgestaltung der Innenräume kam. Bei der Renovation musste am 19. November 1954 ein Baustopp verhängt werden, da ein unerfreulich schlechter Zustand des Gebäudes festgestellt worden war. Die geplanten Arbeiten mussten von Grund auf neu geplant werden, da zuerst Sicherungsarbeiten notwendig waren. Die Experten kamen zum Schluss, die Mittelfassade müsse abgebrochen und neu aufgebaut werden, um die Standfestigkeit zu garantieren. Die Bauarbeiten wurden am 5. September 1955 wieder aufgenommen. Die Renovation und der Umbau waren am 6. September 1957 abgeschlossen.

## Das Bauwerk des alten Rathauses mit dem Roreturm

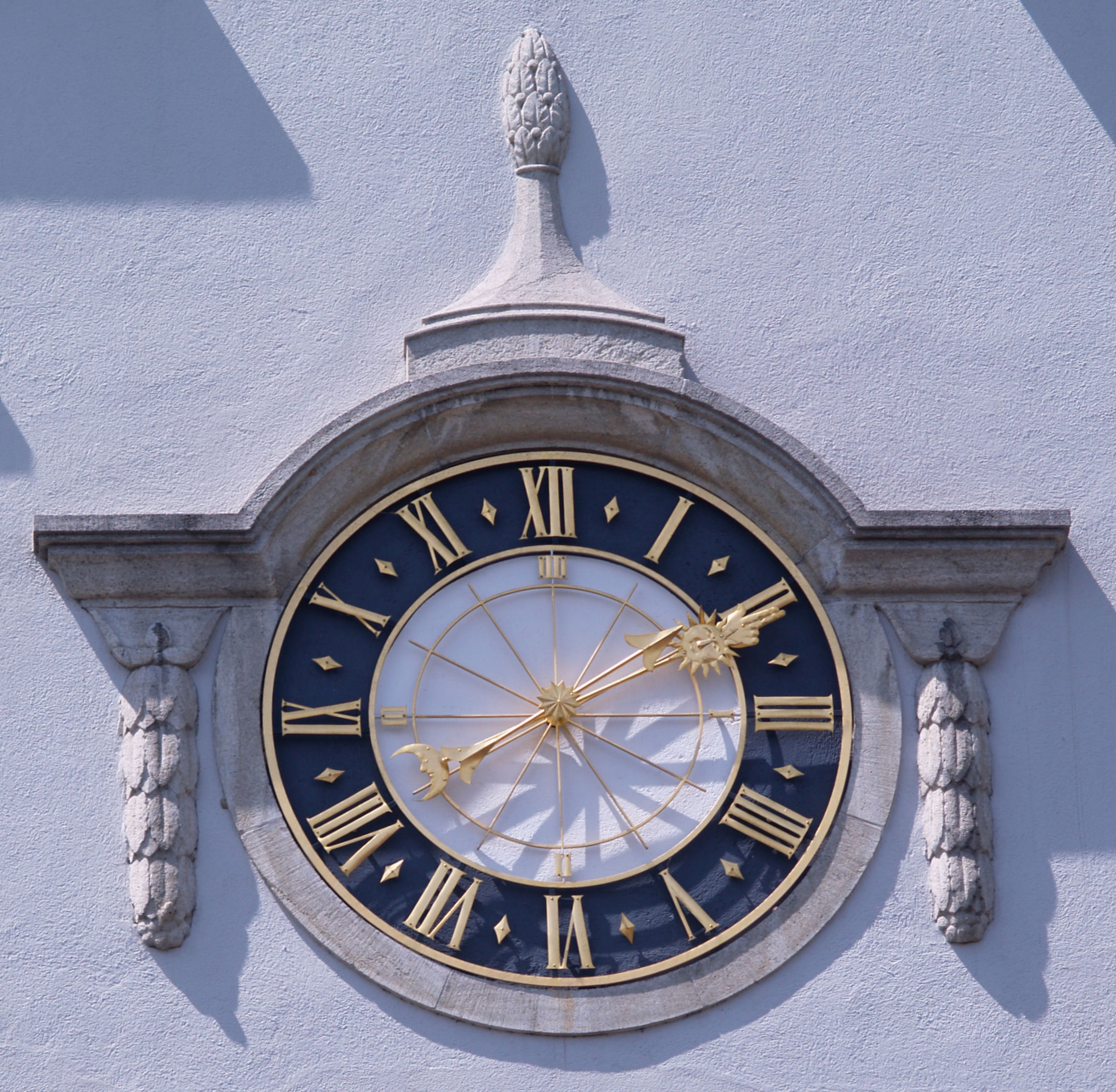
Die Rathausuhr

Das alte Rathaus entwickelte sich aus und um den Roreturm. An diesen wurde südwestlich ein dreistöckiger Anbau mit Schrägdach angebaut. Nordöstlich erstellte man einen vierstöckigen Anbau mit den beiden Ratsstuben. Dessen giebelständige Front mit Uhr bildet noch heute das Gesicht des alten Rathauses. Im ersten Stock befindet sich der grosse getäfelte Ratsaal, im zweiten Stock der kleine Ratsaal sowie der Schiltlisaal. Das Baudatum ist zwar nicht schriftlich überliefert, doch es finden sich im Innern zwei Jahreszahlen, die den Bau recht genau datieren lassen. Im Schriftband des Wandtäfers im grossen Saal findet sich die Jahreszahl 1519, im Stadtwappen in der oberen kleinen Stube die Jahreszahl 1520. Daher wird zumindest der östliche Anbau an den Roreturm (heute Mittelteil) auf 1519/20 datiert.
Im Jahr 1657 kam es zum ersten grösseren Umbau des Rathauses, als man an der Südwestecke einen neuen Anbau errichten wollte. Der erste Versuch von Werkmeister Renold fiel so schlecht aus, dass er sogleich abgebrochen werden musste. Der zweite Neubau wurde vermutlich von Richner errichtet, der mit dem Abbruch des ersten Versuches beauftragt worden war. Die ursprüngliche Sonnenuhr ersetzte man 1696/97 durch eine Räderuhr. Dabei wurde auch der Haupttrakt des Rathauses mit den beiden Ratssälen renoviert.
Im Jahr 1762 wandelte man den gassenseitigen gotischen Zinnengiebel ab, der einem volutengeschmückten barocken Treppengiebel weichen musste. Dieser besitzt eine Glockenstube mit Knauf und Wetterfahne. Dabei verschwanden auch die Stapelfenster in der Ratsstube und im Schiltlisaal.
Östlich des Rathauses befanden sich zwei Bürgerhäuser, an deren Stelle 1856/57 der östliche Flügel entstand. Der westliche Flügel existierte schon vorher, allerdings als zweistöckiger Anbau mit einem Hof vor dem Roreturm. Auch der westliche Anbau entstand im heutigen Erscheinungsbild 1856/57.

## Neubau von 1957

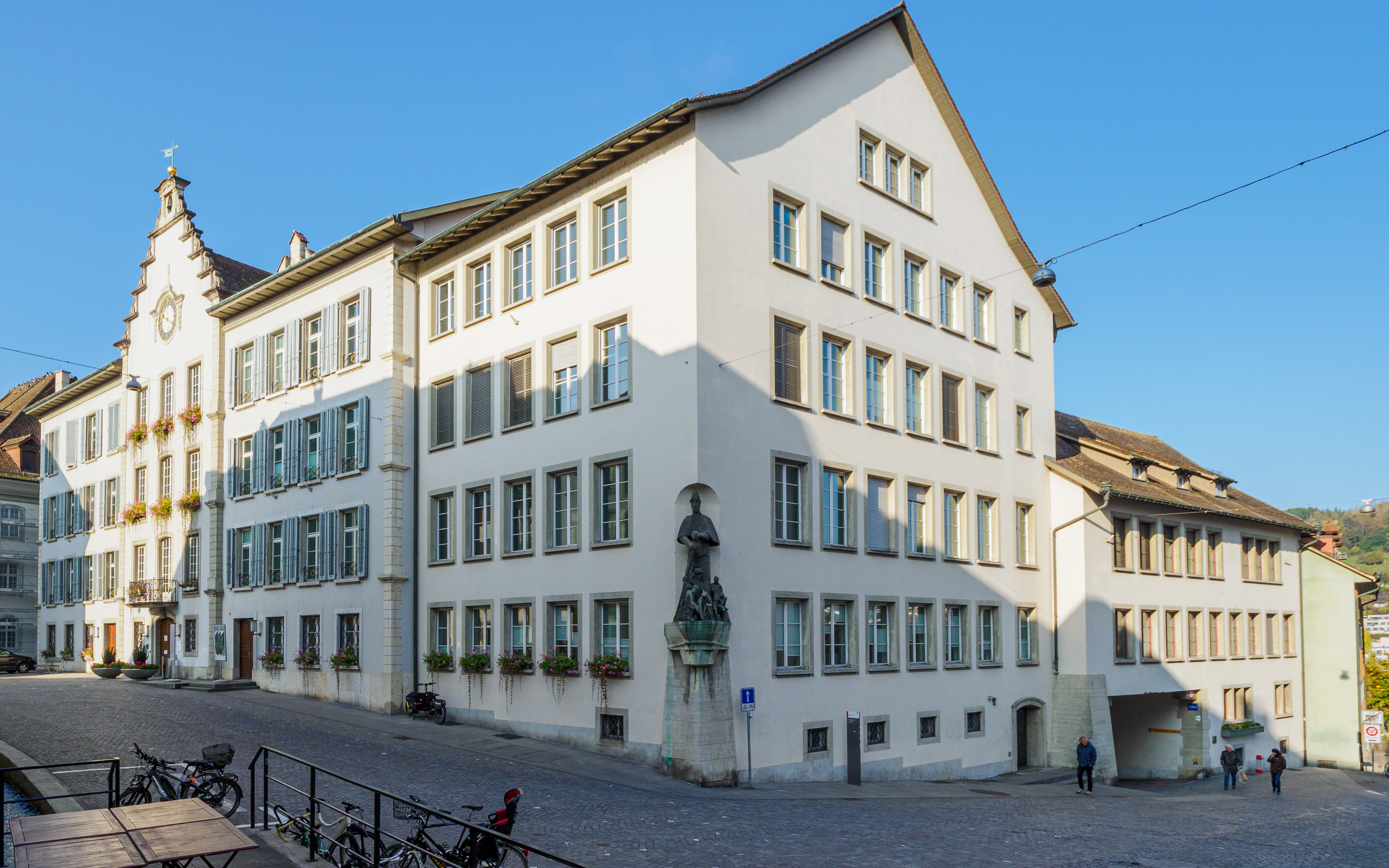
Neubau und altes Rathaus

Für den Neubau wurden die drei Häuser zwischen dem alten Rathaus und dem Zollrain zwischen September und November 1952 abgebrochen. Einen Teil der Fläche nutzte man zur Verbreiterung des Zollrains. Den Neubau erstellte die Firma Adolf Schäfer, die Bauleitung hatte Architekt Hektor Anliker, der am 1. April 1954 kurz vor der Vollendung starb. Der Neubau war zehn Tage später fertiggestellt und wurde am 20. April 1954 bezogen.
Das Alte Rathaus ist Eigentum der Ortsbürgergemeinde, der Neubau ist im Besitz der Einwohnergemeinde.